# Menhir de Roquinarc'h
Le menhir de Roquinarc'h, appelé aussi le Rocher du Diable, est un menhir situé sur la commune de Saint-Rivoal, dans le département du Finistère en France.

## Historique
Il est classé au titre des monuments historiques par décret du 27 mars 1961.

## Description
Le menhir est constitué d'un bloc de quartzite. Paul du Châtellier lui attribue une hauteur de 5 m mais le menhir a été frappé par la foudre dans les années 1950 et amputé de sa partie sommitale à cette occasion. Les débris sont demeurés au pied du menhir. 